# Avortement aux Pays-Bas
L'avortement aux Pays-Bas est légal depuis 1984. Il est autorisé jusqu'à la vingt-quatrième semaine de grossesse, après une période de réflexion de cinq jours suivant la première rencontre avec un médecin. Il s'agit du pays d'Europe à la législation la plus souple avec les délais d'avortement les plus longs.

## Histoire
La première clinique réalisant des interruptions volontaires de grossesse ouvre en 1971. L'avortement est légalisé en 1984 et il est couvert par le système de santé depuis 1985.

## Législation
L'intervention peut seulement être pratiquée dans une clinique ou un hôpital agréé.
L'avortement est autorisé tant que le fœtus n'est pas considéré comme viable hors de l'utérus, ce qui est interprété comme un délai allant jusqu'à la vingt-quatrième semaine de grossesse,. Dans les faits, ce délai est souvent ramené à 22 semaines pour appliquer une marge d'erreur de 2 semaines. L'intervention ne peut être pratiquée qu'après une période de réflexion de cinq jours qui débute après la première consultation avec un médecin. Cette période de réflexion n'a pas lieu si le retard de règles est inférieur à 17 jours.
Le coût de l'interruption volontaire de grossesse est pris en charge par le système de santé quand elle est réalisée dans une clinique (loi Algemene Wet Bijzondere Ziektekosten), et par l'assurance de santé personnelle quand elle est réalisée dans un établissement agréé. Les personnes ne résidant pas aux Pays-Bas doivent payer l'intervention.

## Statistiques
Les Pays-Bas ont l'un des taux d'avortement les plus bas au monde.